# Bitronco triangular
En geometría, el bitronco triangular es el segundo de una serie infinita de poliedros denominados bitroncos. Tiene 6 caras trapeciales y 2 caras trinagulares. También se le puede llamar bipirámide triangular truncada, aunque este término es ambiguo, dado que también puede referirse a poliedros formados mediante el truncado de los cinco vértices de una bipirámide triangular.
Este poliedro se puede construir tomando una bipirámide triangular y truncando los vértices del eje polar, convirtiéndola en dos troncos de un extremo a otro. Esta forma aparece en ciertos nanocristales.
También se puede construir una bipirámide triangular truncada conectando dos octaedros regulares apilados (cara con cara) y añadiendo 3 pares de tetraedros alrededor de los lados. Esta figura representa una parte del panal cúbico alternado girado.

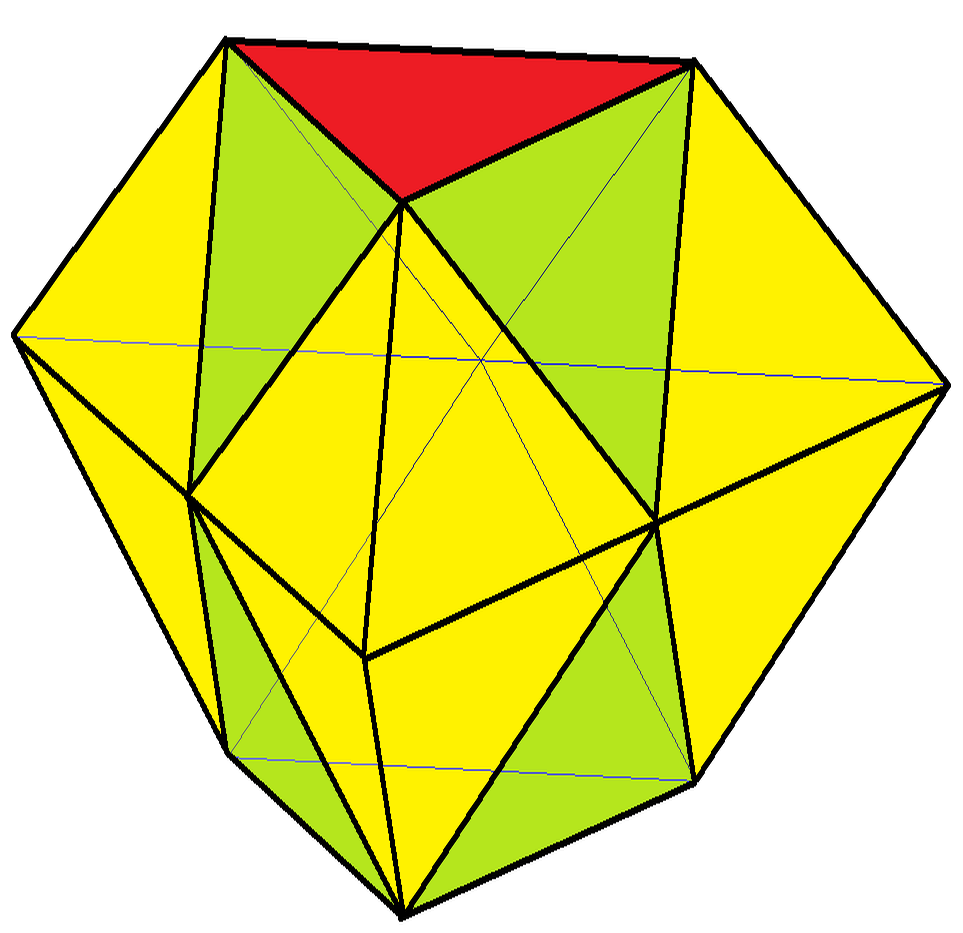
Construcción mediante dos octaedros y seis tetraedros: Los triángulos verdes y rojos son la parte visible de los dos octaedros apilados, mientras que los triángulos amarillos corresponden a los 3 pares de tetraedros añadidos